# Руденко Микола Данилович
Мико́ла Дани́лович Руде́нко (19 грудня 1920, с. Юр'ївка, Луганський повіт, Донецька губернія, нині Лутугинський район, Луганська область, Україна — 1 квітня 2004, Київ, Україна) — український письменник (автор науково-фантастичних, філософських та поетичних творів), поет, філософ, політичний та громадський діяч, правозахисник, політв'язень радянських концтаборів.
Засновник та голова Української Гельсінської Групи. Герой України (2000). Кавалер ордена Червоної Зірки, Вітчизняної війни за участь у німецько-радянській війні. Кавалер ордена «За заслуги» II ступеня, лауреат Національної премії імені Тараса Шевченка (1993).

## Життєпис

Могила Миколи Руденка

Народився 19 грудня 1920 року в селищі Юр'ївка (Луганський повіт, Донецька губернія, Українська СРР, тепер Лутугинського району, Луганської області, Україна) у родині шахтаря. Коли Миколі було шість років, його батько, Данило Руденко, загинув під час трагедії на шахті. Сім'я, в якій було троє дітей, вирішила господарювати на землі і вже через рік розжилася на коня, корову, пару волів. Усі тяжко працювали, але через рік усе довелося здати в колгосп, куди пішла працювати й мати Руденка. Через рік у 8 років хлопця спіткала іще одна біда — під час дитячих баталій йому камінцем підбили ліве око, яке на довгий час осліпло. Дитинство Миколи Руденка пройшло під знаком «нового життя». Він запам'ятав і перші розкуркулення, і колгоспи, і Голодомор в Україні.

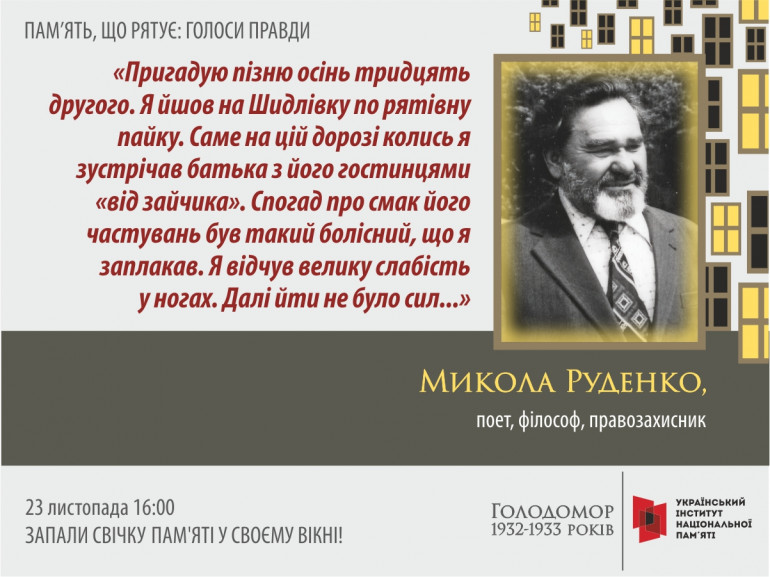
Постер проєкту «Пам'ять, що рятує: голоси правди»

Складати вірші почав у дитинстві, їх друкували піонерські газети, був переможцем конкурсу і стипендіатом Наркомпросу. У 1939 році вступив на філологічний факультет Київського університету імені Шевченка. Провчитися довелося всього два місяці — наближалася війна, і всіх першокурсників мобілізували. Він приховав свою сліпоту на ліве око й домігся мобілізації, потрапив до кавалерійського полку й навіть узяв участь у парадах на Червоній площі перед Сталіним. Учасник радянсько-німецької війни, під час якої був важко поранений. 4 жовтня 1941 року в перших же боях під Ленінградом Руденко був тяжко поранений розривною кулею в поперек. Куля роздробила йому кістки тазу та хребта. Лікарі навіть не сподівалися, що він зможе ходити. Вижив у блокадному Ленінграді, потім був політруком прифронтового госпіталю. З війни повернувся з орденами Червоної зірки, Вітчизняної війни І ступеня та шістьма медалями. Ходити він міг, проте не міг висидіти лекцію, демобілізувавшись у 1946 р. Руденко в університет не повернувся.
Після виходу збірки віршів «З походу» (1947) прийнятий до Спілки письменників України. Працював відповідальним секретарем видавництва «Радянський письменник», редактором журналу «Дніпро» (в 1948—1950 роках), секретарем парткому СПУ. Був секретарем парторганізації СПУ, однак входить у гострий конфлікт із тодішнім головою Спілки Олександром Корнійчуком, ставши на захист репресованої Зінаїди Тулуб. 1949 року під час сталінської кампанії проти «космополітів» відмовився негативно характеризувати єврейських письменників, яких вимагали виключити з СПУ. З 1950 року Руденко іде з усяких посад, добровільно позбувшись таким чином усіх привілеїв радянського істеблішменту. Певне прозріння прийшло після ХХ з'їзду КПРС та розвінчання культу особи Сталіна.
1970-ті роки — активно залучився до захисту прав людини, у тому числі національних. Підтримує стосунки з московськими дисидентами, в першу чергу з Андрієм Сахаровим. Член Радянського відділення «Міжнародної амністії». Руденко починає по-новому штудіювати «Капітал» Маркса і приходить до висновку, що його теорія додаткової вартості хибна, бо ця сама додаткова вартість створюється не надексплуатацією робітника, а сонячною енергією (через фотосинтез), поєднаною з працею селянина і його худоби на землі. Своє бачення цієї проблеми Руденко виклав у філософських працях «Економічні монологи» та «Енергія прогресу», а згодом у романі «Формула Сонця». Руденко пише лист Хрущову, критикуючи партійну систему, виступає на відкритих зборах.
1974 — виключений з КПРС за критику марксизму та правозахисну діяльність. Щоб прожити, він змушений продати машину, дачу і влаштуватися нічним сторожем.
1975 — виключений з СПУ.
18 квітня 1975 — вперше заарештований за «антирадянську пропаганду», але ще під час слідства з нагоди тридцятої річниці перемоги в німецько-радянській війні амністований як учасник війни. 55-літній Руденко дивом врятувався від запроторення в «психіатричку».
Був одним із трьох першозасновників і першим головою Української Гельсінської Групи. Після консультацій з Петро Григоренком, Оксаною Мешко, Олесем Бердником, Левком Лук'яненком, Іваном Кандибою, Олексієм Тихим, Миколою Матусевичем, Мирославом Мариновичем, Ніною Строкатою 9 листопада 1976 р. М. Руденко провів на квартирі А. Д. Сахарова в Москві пресконференцію для іноземних журналістів, де оголосив про створення УГС. Того ж вечора квартира Руденка на другому поверсі в Пущі-Водиці під Києвом була закидана цеглою.
23-24 грудня 1976 в Руденка був проведений обшук, під час якого «знайшли» підкинуті 39 доларів США. Вирок — 7 років таборів суворого режиму та 5 років заслання. Публіцистичні статті, художні твори, усні висловлювання Руденка кваліфікувалися як наклепницькі, з книгарень та бібліотек вилучили усі книги.
5 лютого 1977 р. — заарештований у Києві й етапований СІЗО до Донецька, де було порушено справу проти нього і Олекси Тихого.
Суд відбувся 23 червня — 1 липня 1977 р. відбувся суд «ленінській кімнаті» контори «Змішторгу» в м. Дружківка Донецької області. На судовому процесі тоді був особисто Левко Лук'яненко, який встав на сторону письменника. Одним зі свідків звинувачення був Ілля Стебун, професор Донецького університету та відділом національних відносин інституту філософії АН України, якого Руденко захищав у 1949-му році від звинувачень у «космополітизмі». Руденка засудили до 7 років таборів суворого режиму і 5 років заслання за так звану «антирадянську агітацію і пропаганду». Твори, публіцистичні статті, художні твори, усні висловлювання Руденка були кваліфіковані як «наклеп на радянську владу». Рішенням Головліту (1978) всі його твори були вилучені з продажу та з бібліотек СРСР. Суд обмежився тільки констатацією цього. Наприклад, з приводу «Енерґії проґресу» у вироці сказано, що праця «має ворожий характер, у ній наведені вигадки, які паплюжать радянський державний і суспільний лад». У ній Руденко «робить спробу зганьбити революційні завоювання радянського народу і його авангарду — комуністів». «У своїх художніх творах Руденко, виходячи з ворожих націоналістичних позицій, вустами виведених ним персонажів зводить наклепницькі вигадки на радянський державний і суспільний лад». Нема у вироці й доказів, що М.Руденко ставив за мету підірвати радянський лад.
У 1978 році спеціальним розпорядженням Головліту УРСР були вилучені з обігу (бібліотек і торгівлі) всі твори Миколи Руденко — усього 17 назв. Микола Руденко відбував покарання в таборі ЖХ-385/19 (село Лєсноє) і ЖХ-385/3 (село Барашево, Мордовія). Спочатку як інваліда війни 2-ї групи Миколу Руденка не залучали до тяжкої фізичної праці. Але після того, як він на побаченні передав на волю через дружину Раїсу свої вірші, його у вересні 1981 р. етапували у ВС-389/36, що в селі Кучино Чусовського району Пермської області.
1978 рік — Раїса Руденко 5 травня провела демонстрацію біля бібліотеки ім. Леніна у Москві, тримаючи в руках гасло: «Звільніть мого чоловіка, інваліда війни Миколу Руденка!». За активну діяльність в УГГ і захист Раїса вона була заарештована 15 жовтня 1981 і засуджена за ст. 62 ч. 1 КК УРСР на 5 років таборів суворого режиму. Утримували її в жіночій зоні ЖХ-385/3 в сел. Барашево в Мордовії.
За участь у страйках в'язнів, зривання нашивок з прізвищем, відмову від роботи Руденко часто кидали ШІЗО і ПКТ. Начальник табору сказав: «Ви втратили право називатися інвалідом війни 2-ї групи». Змінивши групу інвалідності на 3-ю, адміністрація послала Руденка на тяжку роботу.
1984 рік — 5 травня Руденко відправлений етапом на заслання в с. Майма Горно-Алтайської автономної області, куди через три роки, після відбуття строку, привезли дружину Раїсу. Біля села Майма познайомився та став одним з натхнеників для іншого українського поета і дисидента Богдана Скробута з яким вони годинами розмовляли про Україну її культуру та боротьбу за незалежність. Микола Руденко був звільнений з дружиною із заслання у грудні 1987 р., але виявилося, що повертатися нікуди: київську квартиру після арешту дружини влада конфіскувала.
У кінці 1987 — під тиском громадськості звільнений. Емігрував за кордон разом з дружиною — спочатку до Німеччини, потім до США. Працював на радіостанціях «Свобода», «Голос Америки». Очолює зарубіжне представництво УГГ, потім Української Гельсінкської Спілки. 1988 року Філадельфійський освітньо-науковий центр визнав Руденка «Українцем року» — за непохитну стійкість в обороні національних прав українського народу і його культури.
1988 — позбавлений громадянства СРСР.
1990 року — обраний Дійсним членом Української Вільної Академії Наук (США). Лауреат літературної премії Українського фонду культури ім. В.Винниченка 1990 р.
7 вересня 1990 року повернувся в Україну. Відновлений у громадянстві, реабілітований. У 1991 осліп і на праве око, але через півроку йому відкрилося ліве, яке не бачило 63 роки.
1993 року за роман «Орлова балка» йому присуджено Державну премію України імені Тараса Шевченка в галузі літератури.
З 1997 р. — член Республіканської Християнської партії.
1998 року вийшли книги «Найбільше диво — життя. Спогади» та «Енергія прогресу. Нариси з фізичної економії».
Після повернення в Україну мешкав у Києві в будинку письменників «Роліті». Помер на 84-му році життя 1 квітня 2004 року. Похований разом з дружиною на Байковому кладовищі (ділянка № 49б, 50°25′3.27″ пн. ш. 30°30′2.25″ сх. д. / 50.4175750° пн. ш. 30.5006250° сх. д.).

## Критика комунізму та марксизму
Уперше виступив проти чинних порядків у 1949 р., коли під виглядом критики «космополітів» громили та нищили єврейських письменників. Щоб їх судити, від М.Руденка як секретаря парткому СПУ вимагали негативних характеристик, а він, чоловік м'який і доброзичливий, твердо відмовлявся давати їх, що, однак, на долі приречених не позначилося. Але М.Руденко з 1950 р. вже не займав ніяких посад, добровільно позбувшись, таким чином, усіх привілеїв радянського істеблішменту. «Довго я залишався дуже партійним, — сказав пізніше Микола Руденко в одному інтерв'ю. — Довго я залишався з глубокою вірою у велику справу комуністичної партії, був вірним сталінцем, багато написав присвячених вождю віршів, була навіть поема про Сталіна».
Страшним потрясінням стало для нього розвінчання на XX з'їзді КПРС «культу особи Сталіна». Прийшла думка, що справа не в самому Сталіні, якщо параноїк і садист міг стільки років очолювати партію і державу. Значить, учення, яке лягло в основу держави, в чомусь неправильне. Штудіювання «Капіталу» переконало М.Руденка у тому, що вчення К.Маркса помилкове в самій своїй основі — у розумінні теорії додаткової вартості. Вона створюється не надексплуатацією робітника, а сонячною енергією (фотосинтез), поєднаною з працею селянина і його худоби на землі. Своє бачення цієї проблеми Микола Руденко виклав у філософських працях «Економічні монологи», яка з'явилася в самвидаві у 1975 р. і «Енергія прогресу», у романі «Формула Сонця».

## Твори
Автор поетичних і прозових творів «З походу» (1947), «Вітер в обличчя» (1955), «Остання шабля» (1959), «Орлова балка» (1970); фантастичних романів «Чарівний бумеранг» (1966), «Слідами космічної катастрофи» (1962); поеми «Хрест» (1976), книг «Найбільше диво — життя. Спогади» (1998), «Енергія прогресу. Нариси з фізичної економії» (1998). У своїх віршах Руденко часто згадує про єднання зі Всесвітом та про відкриття Бога у самому собі. Також у його житті були моменти просвітлення, коли йому наче нізвідки відкривалася істина.

### Збірки поезії
- 1947 — З походу
- 1948 — Незбориме плем'я
- 1948 — Ленінградці
- 1949 — Поезії
- 1952 — Мужність
- 1952 — Світлі глибини
- 1954 — Переклик друзів
- 1956 — Поезії
- 1968 — Всесвіт у тобі
- 1970 — Сто світил
- 1971 — Оновлення
- 1978 — Прозріння
- 1980 — За ґратами
- 1988 — Хліб для Атен
- 1990 — Про бабу, діда, кума і сусіда
- 1991 — Поезії
- 1999 — Заграва над серцем
- 2003 — Пером із янгольського крила

### Поеми
- 1976 — Хрест
- 1977 — Я вільний

### Повісті
- 1971 — Народжений блискавкою
- 1984 — У череві дракона

### П'єси
- 1947 — Зорі в тумані
- 1962 — На дні морському

### Економічні та наукові праці
- 1974 — Енергія прогресу: Нариси з фізичної економії (вперше опублікована у 1994 р.)
- 1975 — Економічні монологи
- 1988 — Шлях до хоасу
- 1996 — Альтернативна космологія
- 2000 — Гносис і сучасність (Архітектура Всесвіту)

### Спогади

Меморіальна дошка Миколі Руденку на будинку Роліт у Києві

- 1998 — Найбільше диво — життя

### Щоденник
У 2017 р. щоденник Миколи Руденка, який дисидент вважав втраченим, знайшли в Ізраїлі. За словами його онуки Євгенії Руденко, фотоплівки з табірним щоденником зберігав ізраїльський дисидент Віктор Фульмахт (не пам'ятає, звідки саме у нього цей щоденник). «Він відразу сказав, що не хоче за це ніяких грошей, а просто щиро хоче віддати» — розповіла Євгенія.
Онука сподівається на відновлення табірного щоденника свого дідуся. Вона пригадала, що її дідусь багато розповідав про ці щоденники, проте вважав їх втраченими. «Він казав, що йому віддала радянська влада майже всі його рукописи і весь його архів, крім табірних щоденників. І він дуже переживав з цього приводу. Вважав, що це вже назавжди втрачено. На жаль, і помер з думкою про це. А забрали це на етапі, коли його відправляли з таборів у заслання, тобто коли він переїжджав з Мордовії на Алтай. Як я можу здогадуватися, у цьому архіві має бути кінець 70-х початок 80-х років і той час, коли він був у Мордовії».

## Пам'ять

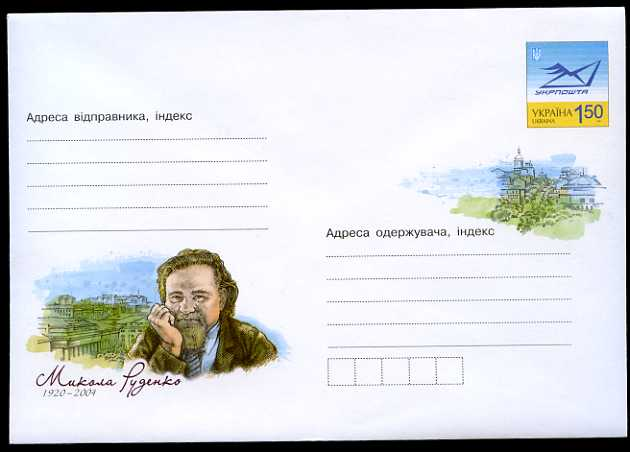
До 90-ї річниці з дня народження Миколи Руденка пошта України в 2010 році випустила в обіг поштовий конверт

Зчіпка з трьох марок «Лицарі духу. Діячі українського правозахисного руху»

- У Дніпрі ім'ям Миколи Руденка названо вулицю.
- У 2011 році на батьківщині письменника, в смт Біле-1 (Лутугинський район), в гімназії, названій на його честь, відкрито «Літературно-краєзнавчий музей М. Руденка». Керівником його є Жильцова Ірина Миколаївна.[5]
- До 90-ї річниці з дня народження Миколи Руденка пошта України в 2010 році випустила в обіг поштовий конверт.[6]
- На будинку Роліт у Києві (вул. Богдана Хмельницького, 68), де деякий час проживав Микола Руденко, йому встановлена меморіальна дошка.
- У листопаді 2020 року Укрпошта випустила зчіпку «Лицарі духу. Діячі українського правозахисного руху» з трьох марок «Михайло Горинь (1930—2013)», «Микола Руденко (1920—2004)», «Святослав Караванський (1920—2016)». Автор — Василь Василенко. Дата випуску — 20.11.2020. Тираж — 100 000 прим.[7]
- 18 січня 2024 року Київська міська рада перейменувала бульвар Кольцова на бульвар Миколи Руденка.[8]

## Нагороди
За участь у радянсько-німецькій війні нагороджений орденами Червоної Зірки, Вітчизняної війни 1 ступеня, 6 бойовими медалями.
Шевченківська премія з літератури 1993 року за роман «Орлова балка».
29 листопада 1996 року нагороджений Орденом «За заслуги» III ступеня.
Указом Президента України Леонід Кучми від 19 грудня 2000 року за № 1347/2000 Руденку Миколі Даниловичу «за активне і послідовне відстоювання ідеї побудови незалежної Української держави, багаторічну плідну правозахисну і літературну діяльність» присвоєно звання Герой України з врученням ордена Держави.

### Публікації творів
- Переклик друзів: вірші — К.: Радянський письменник, 1954. — 240 с.
- Вітер в обличчя: роман — К.: Радянський  письменник, 1955. — 440 с.
- Вітер в обличчя: роман — К.: Держлітвидав України, 1957. — 449, [1] с. (передр. — 1959)
- Остання шабля: роман — К.: Молодь, 1959—572, [2] с., 7 л. іл.
- Последняя сабля: роман / авториз. пер. с укр. Ю.Копыта — М.: Молодая гвардия, 1960—496 с.(рос.)
- Ветер в лицо: роман / пер. с укр. А. Островского, З. Островской — М.: Советский писатель, 1961—494 с.(рос.)
- Біла акація: оповідання та нариси — К.: Рад.письм.,1962 — 207 с.
- Остання шабля: роман / худ. В. Якубич / К.: Держлітвидав, 1963—583, [2] с., іл.
- Вітер в обличчя: роман — К.: Дніпро, 1964 — с. 432
- Чарівний бумеранг: космологічна феєрія. — К.: Молодь, 1966—273 с.
- Остання шабля: роман / Микола Руденко / вст. ст. М.Федорчук — К.: Дніпро, 1967. — 541, [2] с. (Бібліотека української радянської прози)
- Волшебный бумеранг: космическая феерия / Авториз. пер. с укр. З. Крахмальниковой — М.: Молодая гвардия, 1968. — 382 с. (Библиотека советской фантастики)(рос.)
- Народжений блискавкою: повість-феєрія — К.: Веселка, 1971. — 216 с.
- Прозріння: поезії і поеми — Балтимор-Торонто: Укр. вид-во Смолоскип ім. В. Симоненка, 1978—366 с.
- На дні морському: п'єса, трагедія — Торонто-Балтимор: Смолоскип, 1981 — 74 с.
- Орлова балка: роман / передм. І. Качуровського — Балтимор-Торонто: Смолоскип, 1982—454 с.
- Про бабу, про діда, про кума і сусіда: сатиричні вірші /за заг. ред. Г. Половинка, Б. Слободянюка — Луганськ: Редакційно-видавничий відділ облуправління по пресі, 1990. — 121, [1] с.
- Свободная душа превыше всех скорбей…: [Стихотворения] / Пер. с укр. Е. Данилова // Дружба народов, 1991, № 5 — с.94-96(рос.)
  - Н. Муратов. [Об авторе] — с.94
  - «Прозренья срок настал…» — с.95
  - «Если бы все, что в душе наболело…» — с.95
  - «Ну зачем здесь столько железа…» — с.95-96
  - Хлеб тридцать третьего — с.96
- Поезії / вст. ст. М. Слабошпицького — К.: Дніпро, 1991—413 с.
- Ковчег Всесвіту: футурол. роман. для серед. шк. віку / худ. Набока О.; [Ред.: Гуцало Л. та ін.] — К.: Веселка, 1995—205, [1] с. (сер. Пригоди. Фантастика)
- Хрест: поема: укр. і англ. мовами. — К.: Смолоскип, 1996. — 61 с.
- Найбільше диво — життя: спогади — Київ-Едмонтон-Торонто: Канад. інст-т укр. студій, Таксон, 1998. — 558 с.: іл., [9] арк. фотоіл.
- Eнеpгiя пpогpесу: наpиси з фiз. економії — К.: Молодь, 1998. — 527 с.
- Заграва над серцем: Із недрук. поезій [Ред. В.Коломієць]. — К.: Укр. письменник, 1999. — 154, [1] с.: портр. (б-ка Сучасна українська література)
- Гносис і сучасність (Архітектура Всесвіту) — Тернопіль: Джура, 2001 [Ред. та упоряд. Я.Гевко] — Тернопіль: Джура, 2001. — 247 с.
- Орлова балка: роман — К.: Молодь, 2002—352 с.
- Син Сонця — Фаетон: науково-фантастич. роман. — Тернопіль: Джура, 2002—340 с.
- Вибране. Вірші та поеми (1936—2002) / Упоряд., передм., післям. Л. Талалая — К.: Дніпро, 2004—796, [1] с. : портр. — (Бібліотека Шевченківського комітету). ISBN 966-578-165-0
- Енергія прогресу — Тернопіль: Джура, 2005—412 с.
- У череві дракона: роман / упоряд. Р. Руденко, М. Луків — К.: Дніпро, 2007—581, [1] с..
- Енергія прогресу: [ґнозис і сучасність: метафіз. поема, публіцистика, поема] — К.: Журналіст України, 2008. — 715 с.
- Фаетон: наук.-фантаст. роман — К.: Ярославів Вал, 2009. — 237, [2] с.
- Энергия прогресса: очерки по физической экономии / Пер. с укр. — К.: Михайлюта А., 2010. — 544 с.(рос.)
- Найбільше диво — життя: спогади / укл. Р. Руденко; вст. ст. Є. Сверстюка — К.: Смолоскип: КЛІО, 2013. — 695 с. : іл., [8] арк. фотоіл. ISBN 978-617-7023-07-3
- Енерґія прогресу: вибр. праці з економії, філософії і космології — К.: Кліо, 2015—680 с. ISBN 9786177023387
- Найбільше диво — життя: спогади / упорядн. Р. Руденко; вст. ст. Є. Сверстюка — К.: Кліо, 2020—696 с. ISBN 978-617-7023-92-9